# 볼링 그린 (뉴욕)

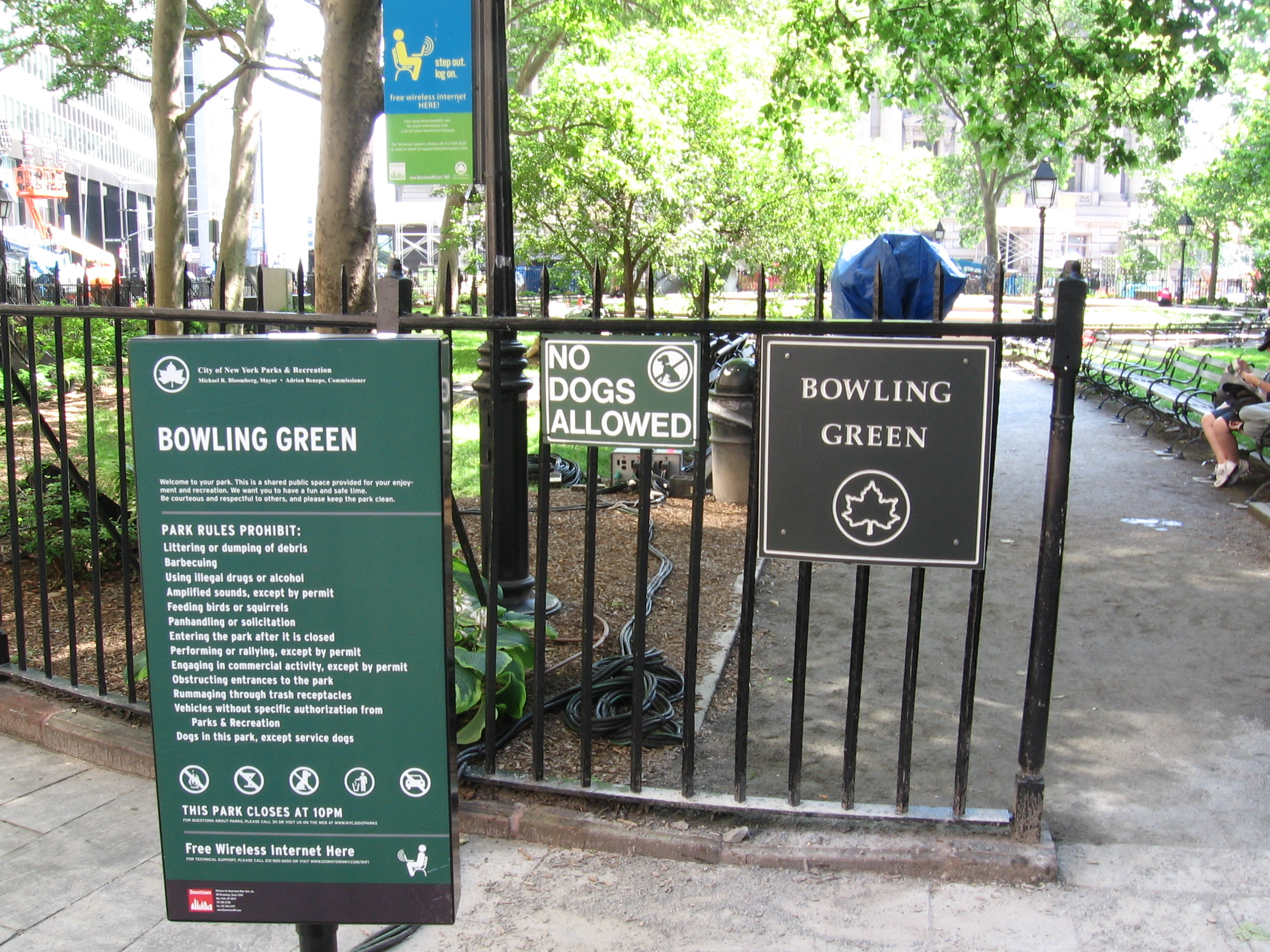
볼링 그린

볼링 그린(Bowling Green)은 뉴욕 로어맨해튼에 위치한 작은 공립 공원이다. 1733년 설립되어, 뉴욕에서 가장 오래된 공립 공원이다. 원래는 잔디 볼링장도 있었으나, 현재는 없어졌다.